# Culicoides imicola
Culicoides imicola is een muggensoort die een belangrijke rol speelt bij de verspreiding van de veeziekten blauwtong en Afrikaanse paardenpest.
De mug heeft namelijk de rol van biologische vector bij het verspreiden van deze ziekten. In het leefgebied van C. imicola zijn blauwtong en Afrikaanse paardenpest dan ook endemisch. C. imicola is voor het leggen van eieren niet afhankelijk van waterrijke gebieden omdat de larven ook goed kunnen overleven in boomschors en andere vochtrijke omgevingen. Om te overleven in een bepaalde regio is het voor de mug van belang dat de gemiddelde temperatuur gedurende de wintermaanden boven de 12,5 °C blijft.